# Streptopelia vinacea
Streptopelia vinacea là một loài chim trong họ Columbidae.